# جورجو پازوتی
جورجو پازوتی (ایتالیایی: Giorgio Pasotti؛ زادهٔ ۲۲ ژوئن ۱۹۷۳) بازیگر ورزشکار پیشین هنرهای رزمی، و کارگردان فیلم اهل ایتالیا است. وی از سال ۱۹۹۴ میلادی تاکنون مشغول فعالیت بوده‌است.
از فیلم‌هایی که وی در آن نقش داشته‌است، می‌توان به زیبایی بزرگ و طعم تو اشاره کرد.